# ألفونسو أوجارت
ألفونسو أوجارت (بالإسبانية: Alfonso Ugarte)‏ هو تاجر وشخصية أعمال بيروفي، ولد في 2 أغسطس 1847 في Tarapacá province (Peru) ‏ في بيرو، وتوفي في 7 يونيو 1880 في أريكا في تشيلي.